# Naturschutzgebiet Gartroper Mühlenbach
Koordinaten: 51° 38′ 28″ N, 6° 50′ 45″ O
Das Naturschutzgebiet Gartroper Mühlenbach liegt auf dem Gebiet der Gemeinden Hünxe und Schermbeck im Kreis Wesel in Nordrhein-Westfalen.
Das aus zwei Teilflächen bestehende Gebiet erstreckt sich östlich des Kernortes Hünxe und südwestlich des Kernortes Schermbeck. Nördlich fließt die Lippe. Westlich verläuft die A 3, östlich verlaufen die Landesstraße L 104 und die A 31. Östlich schließt sich das 226 ha große Naturschutzgebiet Torfvenn/Rehrbach an. Südöstlich des Gebietes liegt der Flugplatz Dinslaken/Schwarze Heide.

## Bedeutung
Für Hünxe und Schermbeck ist seit 2002 ein 550,87 ha großes Gebiet unter der Kenn-Nummer WES-081 als Naturschutzgebiet ausgewiesen. Das Gebiet wurde unter Schutz gestellt, um typisch ausgebildete Biotopkomplexe mit ihren charakteristischen Tier- und Pflanzenarten zu erhalten und wiederherzustellen.